# 李嘉文
李嘉文（英語：Lee Ka Man, Carmen，1986年11月28日—），香港女子划艇運動員，2006年亞洲運動會輕量級單人雙槳划艇銀牌得主。

## 背景
李嘉文是大埔三門仔水上人，小時候搬到岸上居住，有兩個妹妹及一弟弟，2001年，李嘉文就讀的香港紅卍字會大埔卍慈中學（2003年畢業）邀請香港划艇總會在學校測試學生的潛能，李嘉文被挑中，加入培訓。初期李嘉文成績並不突出，成績遠遠落後同期入伍的施寶瑩及馮貴玉，但隨後兩人退出隊伍，李嘉文同時加強訓練，終於獲准參加公開比賽，傳媒形容她是由醜小鴨變成的漂亮天鵝。
2002年被派往參加亞運，排名第七，隨後在多個公開賽中奪得金、銀獎牌。2006年12月7日，她在2006年多哈亞運會女子輕量級單人雙槳項目中取得銀牌，成為該年唯一奪得亞運划艇項目獎牌的香港運動員。

### 轉戰雙人項目
自2014年仁川亞運會後，一直主攻單人艇項目的李嘉文毅然轉項，決定與胞妹李婉賢搭檔出戰女子輕量級雙人艇項目。
2015年9月，李嘉文和李婉賢在北京舉行的第16屆亞洲賽艇錦標賽中，先後贏得雙人雙槳艇（公開組）亞軍和輕量級雙人雙槳艇季軍。
2016年4月25日，李嘉文和李婉賢在南韓舉行的亞洲及太平洋奧運資格賽女子輕量級雙人雙槳艇賽事中，以0.19秒之差得第四名，僅僅錯失參加奧運的資格。然而，根據新規例，同時取得女子單人及雙人奧運資格的南韓及越南隊，都必須放棄其中一個項目；由於亞軍南韓隊在5月6日宣佈放棄資格，該奧運席位由李氏姐妹補上。李嘉文原打算在無緣奧運後退役，失而復得的她表示：「自從韓國比賽後，我們都感到非常沮喪；儘管這場賽事是我們至今划得最好的一場，但因微弱差距而痛失入圍機會，着實令人難以接受。現在有新的機會，我們一定會充分把握它並盡力在奧運會中更進一步。」

### 出戰里約奧運會
2016年8月，李嘉文和李婉賢代表香港出戰在巴西里約熱內盧舉行的奧林匹克運動會女子輕量級雙人雙槳比賽。她們在初賽以7分29秒87完賽，跌入復活賽；在復活賽中，她們做出8分20秒96，小組得第6名，總成績排第11名，落入準決賽C/D組；她們在名次賽以7分46秒85小組排名第4，以總排名第16位完成所有賽事。賽後，李嘉文表示這是她的告別戰，得到前16名已達成賽前定下的目標，沒有浪費失而復得的寶貴名額。她感謝戰友兼妹妹過去兩年互相推動、沒有原地踏步，期望她能夠繼續堅持向前。

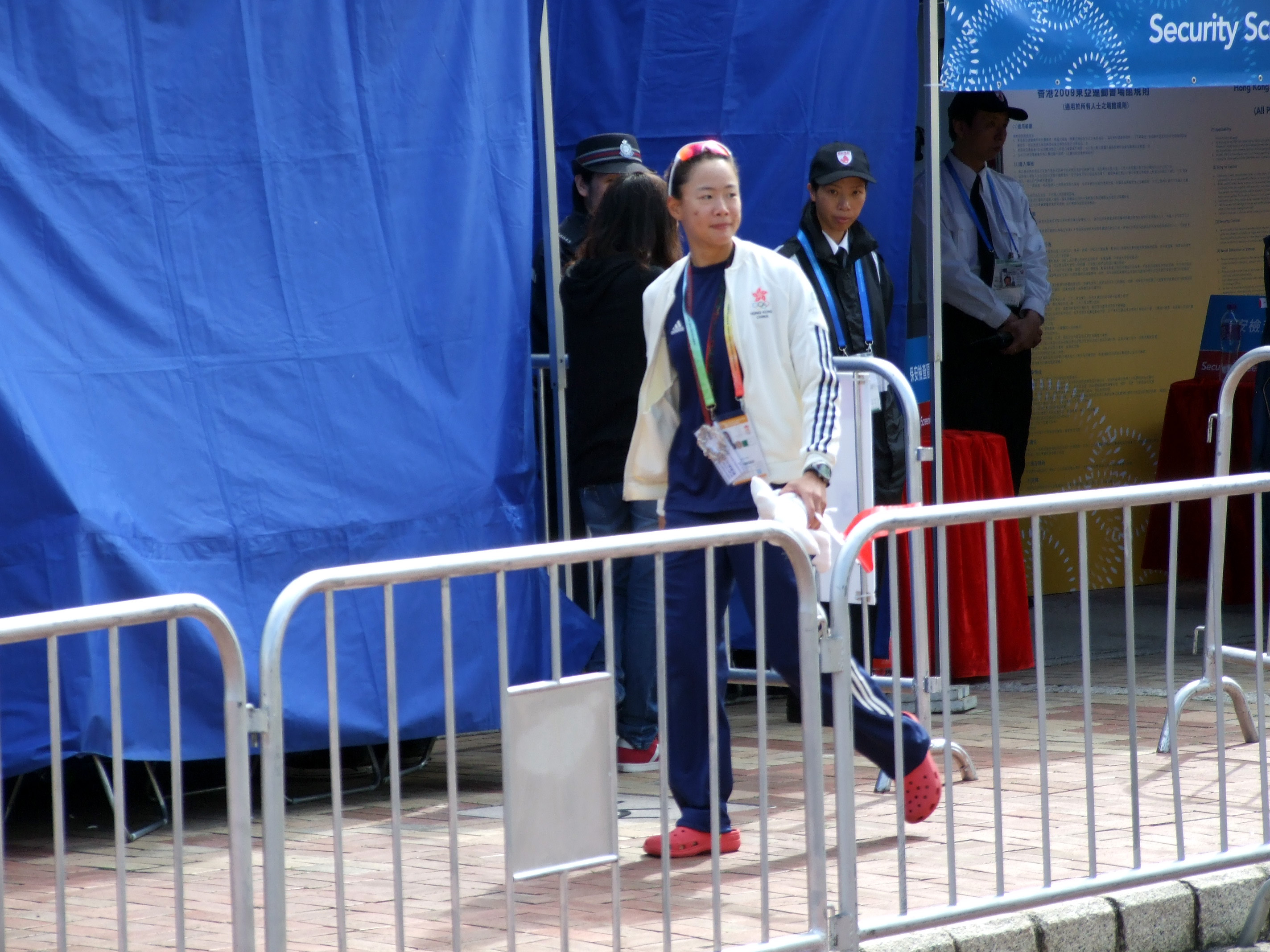
參賽2009年東亞運的李嘉文

## 往績
- 2002年 亞洲青少年年賽艇錦標賽雙人雙槳  -  銀牌（馮貴玉、李嘉文）
- 2002年 釜山亞運會雙人雙槳  -  第七名（馮貴玉、李嘉文）
- 2003年 亞洲划艇錦標賽輕量級單人艇  -  銀牌
- 2003年 亞洲青少年划艇錦標賽18歲以下單人划艇  -  金牌
- 2006年 多哈亞運會划艇女子輕量級單人雙槳  -  銀牌
- 2008年 北京奧運會女子單人雙槳賽  -  第 25 名
- 2009年 東亞運動會女子輕量級單人艇 - 銀牌
- 2009年 東亞運動會女子單人艇 - 銅牌
- 2015年 亞運會賽艇比賽女子輕量級單人艇 - 銀牌
- 2015年 亞運會女子單人艇 - 銀牌

## 榮譽
- 香港傑出運動員選舉

「香港傑出青少年運動員」（2003年）

## 曾參與電視節目
- 亮相（無綫電視）（2008年）

## 資料來源
1. 1 2 3  （英文）. 2016年里約奧運會官方網站.   [2016-09-01]. （原始内容存档于2016-11-25）.
2. ↑  香港紅卍字會大埔卍慈中學30周年紀念特刊編輯委員會. . 香港紅卍字會大埔卍慈中學. 2019: 31  [2023-09-13]. 原始内容存档于2022-11-02.
3. ↑  （繁體中文）. 大公報. 2016-04-25  [2016-07-18]. （原始内容存档于2018-09-29）.
4. ↑  （繁體中文）. 太陽報. 2015-09-30  [2016-07-18]. （原始内容存档于2018-10-05）.
5. ↑  （繁體中文）. 香港經濟日報. 2016-04-26  [2016-07-18]. （原始内容存档于2019-12-01）.
6. ↑  （繁體中文）. 蘋果日報. 2016-05-07  [2016-07-18]. （原始内容存档于2017-03-05）.
7. ↑  （繁體中文）. 文匯報. 2015-09-30  [2016-07-18]. （原始内容存档于2017-03-05）.
8. ↑  （繁體中文）. 明報新聞網. 2016-08-09  [2016-09-01]. （原始内容存档于2016-08-09）.
9. ↑  （繁體中文）. 明報新聞網. 2016-08-10  [2016-09-01]. （原始内容存档于2016-09-14）.
10. ↑  （繁體中文）. 明報新聞網. 2016-08-14  [2016-09-01]. （原始内容存档于2016-09-14）.

- 師妹李嘉文誓承衣缽闖決賽 （页面存档备份，存于）
- 第四屆東亞運動會–2005澳門[永久]
- 港隊西裝「十年如一日」 蘋果日報，2006年11月26日